# Teorema del buen orden
En matemática, el teorema del buen orden establece que todo conjunto puede ser bien ordenado. Un conjunto X está bien ordenado por un orden estricto si todo subconjunto no vacío de X tiene un elemento mínimo bajo dicho orden. También se conoce como teorema de Zermelo y es equivalente al axioma de elección. Ernst Zermelo introdujo el axioma de elección como un "principio lógico irrefutable" para demostrar el teorema del buen orden. Esto es importante porque hace susceptible a todo conjunto a la poderosa técnica de inducción transfinita. El teorema del buen orden tiene consecuencias que pueden parecer paradójicas, como por ejemplo la paradoja de Banach–Tarski.

## Historia
Georg Cantor consideró el teorema del buen orden como un "principio fundamental de pensamiento". La mayoría de los matemáticos sin embargo encuentran difícil visualizar un buen orden de, por ejemplo, el conjunto {\displaystyle \mathbb {R} } de números reales. En 1904, Gyula Kőnig anunció haber demostrado que semejante buen orden no puede existir. Pocas semanas después, Felix Hausdorff detectó un error en la demostración. Aun así resultó que el teorema del buen orden es equivalente al axioma de elección, en el sentido de que cada uno junto con los axiomas de Zermelo-Fraenkel es suficiente para demostrar el otro, en lógica de primer orden (lo mismo aplica al lema de Zorn). En lógica de segundo orden, no obstante, el teorema del buen orden es más estricto que el axioma de elección: del teorema del buen orden se deduce el axioma de elección, pero del axioma de elección no se puede deducir el teorema del buen orden.

## Enunciado e idea de la demostración
| Para todo conjunto {\displaystyle X}, existe un buen orden con dominio {\displaystyle X}. |

El teorema del buen orden se obtiene del lema de Zorn. Tómese el conjunto {\displaystyle A} de todos los buenos órdenes de subconjuntos de {\displaystyle X}: un elemento de {\displaystyle A} es un par ordenado {\displaystyle (a,b)} en el que {\displaystyle a\subset X} y {\displaystyle b} es un buen orden de {\displaystyle a}. {\displaystyle A} puede ser parcialmente ordenado a continuación. Eso implica, defínase {\displaystyle E\leqslant F} si {\displaystyle E} es un segmento inicial de F y el orden de los miembros de E es el mismo que su orden en {\displaystyle F}. Si {\displaystyle E} es una cadena en {\displaystyle A}, la unión de los conjuntos de {\displaystyle E} puede ordenarse de forma tal que lo transforma en una prolongación de cada conjunto de {\displaystyle E}; ese orden es un buen orden y, por tanto, una cota superior de {\displaystyle E} en {\displaystyle A}. Podemos, pues, aplicar el lema de Zorn para concluir que {\displaystyle A} tiene un elemento maximal, por ejemplo {\displaystyle {\big (}M,R{\big )}}. El conjunto {\displaystyle M} debe ser igual a {\displaystyle X}, porque si {\displaystyle X} tiene un elemento {\displaystyle x\not \in M\Rightarrow M\cup {\big \{}x{\big \}}} tiene un buen orden restringido a {\displaystyle R} en {\displaystyle M}, y para el cual {\displaystyle x} es mayor que todos los elementos de {\displaystyle M}. Este conjunto bien ordenado es una prolongación de {\displaystyle {\big (}M,R{\big )}}, contradiciendo su maximalidad, de modo que {\displaystyle M=X}. Por tanto {\displaystyle R} es un buen orden de {\displaystyle X}.
El axioma de elección puede deducirse del teorema del buen orden de la siguiente forma. Para crear una función de elección para una colección de conjuntos no vacíos, {\displaystyle E}, tómese la unión de todos los conjuntos en {\displaystyle E} y llámesela {\displaystyle X}. Existe un buen orden de {\displaystyle X}; suponga que {\displaystyle R} es tal orden. La función que a cada conjunto {\displaystyle S\in E} le asocia el elemento más pequeño de {\displaystyle S}, ordenado por (la restricción de {\displaystyle S} a) {\displaystyle R} es una función de elección para {\displaystyle E}. Un punto esencial de esta deducción es que solamente hace referencia a una elección sencilla arbitraria, la de {\displaystyle R}; aplicar el teorema del buen orden a cada miembro {\displaystyle S\in E} no funcionaría, ya que el teorema solo afirma la existencia de un buen orden, y elegir para todo miembro {\displaystyle S} un buen orden no sería más fácil que escoger un elemento.